# Kronobergs regemente
Kronobergs regemente – jeden z pułków piechoty szwedzkiej, istniejący w latach 1623–1977. Marsz pułkowy z lat 1880–1997 nosi nazwę: Admiral Stosch. Pułk nie posiadał swojego motta. Barwami pułkowymi były: czerwony i żółty.
Wziął udział w działaniach zbrojnych tj. bitwa pod Kliszowem (1702), pod Warszawą (1705), pod Wschową (1706) i pod Hołowczynem (1708).

## Skład w 1684
- Livkompaniet
- Överstelöjtnantens kompani
- Majorens kompani
- Albo kompani
- Norra Sunnerbo kompani
- Norrvidinge kompani
- Kinnevalds kompani
- Södra Sunnerbo kompani